# Comme une louve
Pour plus de détails, voir Fiche technique et Distribution.
Comme une louve est un film dramatique français réalisé par Caroline Glorion et sorti en 2023.

## Synopsis
Lili a 26 ans et trois enfants qu'elle couve et élève comme une louve. Mais voilà, obligée de fuir un compagnon violent, elle trouve refuge dans un foyer d'hébergement. Jeune femme libre et fantaisiste, issue d'un milieu très modeste, elle se retrouve sous le regard inquisiteur des services sociaux. A la suite de malentendus, et parce qu'elle refuse de se soumettre, le juge des enfants, à la suite d'un signalement de l'assistante sociale décide de placer ses enfants aux motifs bien flous de « carences éducatives ». Lili s'effondre. Mais entourée d'amies, soutenue par une avocate hors pair qui la bouscule et prend sa défense, aimée par un homme rencontrée sur son lieu de travail qui la prend comme elle est, sans la juger, elle va reprendre vie, engager un combat sans failles pour récupérer ses petits.

## Fiche technique
Sauf indication contraire, les informations mentionnées dans cette section peuvent être confirmées par les bases de données cinématographiques IMDb et Allociné,  présentes dans la section « Liens externes ».
- Titre original : Comme une louve
- Réalisation : Caroline Glorion
- Scénario : Caroline Glorion et Olivier Loustau
- Musique : Alexandre Lier, Sylvain Ohrel et Nicolas Weil et Nicolas Repac
- Chanson du film écrite par François Morel , mise en musique par Nicolas Repac et interprétée par Judith Chemla
- Décors : Emmanuel de Chauvigny
- Costumes : Frédérique Revuz
- Photographie : Laurent Machuel
- Lumière : Simon Berard
- Machinerie : Guillaume Colbeau Justin
- Montage : Laurence Larre
- Son : Marianne Roussy-Moreauet Julien Momenceau Laure Arto
- Première assistante à la mise en scène : Emilie Adroguer
- Production : Caroline Glorion et Stéphanie Douet
- Productueur artistique : Gilles Sandoz
- Sociétés de production : Sensito Films et Grains de sel Productions
- Société de distribution : Alba Films
- Budget : 1,5 million d'euros
- Pays de production :  France
- Langue originale : français
- Format : couleur
- Genre : Drame
- Durée : 98 minutes
- Dates de sortie :
  - France : 20 septembre 2023

## Distribution
Sauf indication contraire ou complémentaire, les informations mentionnées dans cette section proviennent du générique de fin de l'œuvre audiovisuelle présentée ici.
- Mathilde La Musse : Lili
- Sandrine Bonnaire : Élodie Piat
- Sarah Suco : Maître Clerc
- François Morel : le juge
- Aydan Hullman-Bennouioua : Samy
- Laurence Côte : Marilyne
- Arthur Igual : Pierre
- Lysandre Dessimoulie: Marvin
- Anaé Calvo : Mélissa
- Naidra Ayadi : Nora
- Maïa Sandoz : Ghislaine Boyer

## Production
Le tournage s'est déroulé à Sète du 21 octobre à fin novembre 2022. La post production s'est déroulée à Paris chez Polyson.
Ce film a été financé par la Région Occitannie en partenariat avec le CNC et de nombreux partenaires privés, Fondations et Associations de Lutte contre les exclusions . 